# Галель

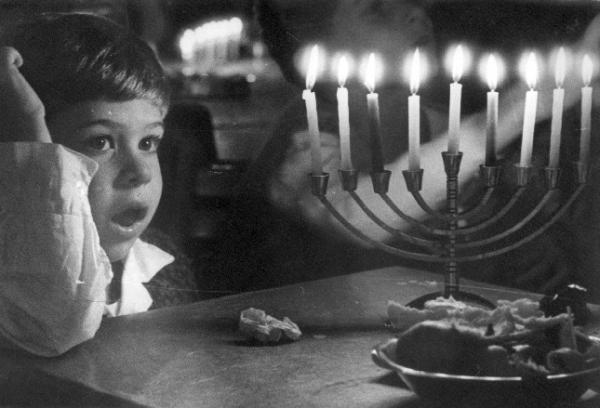
Еврейский мальчик и ханукия. Возжигая свечи восьмисвечника, читают Галель

Галель (галлель, халле́л, халель, алель, от др.-евр. הַלֵּל‬), также египетский галель (הלל המצרי‎) в талмудическом иудаизме — читаемая по особым дням молитва, выражающая хвалу и благодарность Богу. Состоит из псалмов 112—117 (здесь и далее нумерация псалмов для удобства цитирования — греческая, в соответствии с синодальным переводом; в масоретской нумерации — это псалмы 113—118). «Египетский галель» представляет собой цельное произведение, возможно, написанное во время событий Хануки, о чём говорит его структура и обычай его произнесения во все дни этого праздника. «Ежедневным галелем» также иногда называют псалмы 145—150, читаемые в ежедневной утренней молитве в составе псукей де-зимра; 135-й псалом называют «великим галелем». 
Манера пения Галеля в синагогах изменялась с течением времени. Если ранее Галель зачитывал ведущий, а община после каждого стиха произносила «аллилуйя», то в результате развития книгопечатания и с появлением доступных сидуров уже вся община пела Галель в унисон.
Мелодия сефардского Галеля соответствует мелодии конкретного праздника и отличается удивительною красотою, в отличие от ашкеназского Галеля. Традиционный напев Галеля, если и не соглашаться с тем, что он напоминает Tonus peregrinus, во всяком случае необходимо признать, что он близко соответствует напевам, которые предназначены для псалмов Laudate pueri и Laudate Dominum в регенсбургском Graduale Romanum; псалмы эти поются во время вечери 24 июня, дня Иоанна Крестителя, когда исполняется между прочим знаменитое Ut queant laxis, откуда современная гамма почерпнула названия для своих тонов.
Поскольку псалмы начинаются и оканчиваются словом «аллилуйя», то в христианстве и иудаизме группы псалмов 112—117 и 145—150 часто путают между собой, называя «аллилуйными», поэтому для различения группа 112—117 названа «пасхальной», а 145—150 — «хвалебной».
Псалмы 112—117 написаны специально для праздника Ханука, в продолжение восьми дней которого читают целиком и поныне.

## Этимология
Слово галель (הלל‎) встречается в Танахе (1Пар. 23:30) и Талмуде (Шаббат 118 б); там оно подразумевает пение псалмов на утреннем богослужении. Это слово имеет тот же корень, что и слова: тхила (תהלה‎) в начале и конце 144-го псалма, тхилим (תהלים‎), аллилуйя (הַלְלוּ יָהּ‎). Вероятно, слово образовано от подражания звуку громкого радостного возгласа толпы, например, в адрес жениха и невесты на свадьбе. В протосинайской письменности первой букве этого слова соответствует иероглиф hillul («ликование»): 
| A28 |

## В авраамических религиях

### Иудаизм
В Талмуде заявляется, что пение Галеля было частью богослужения в Храме; его исполняли левиты во время пасхального жертвоприношения. Пение Галеля до сего времени является обязательным элементом в ходе седера (иудейской пасхальной трапезы).
В синагогальной службе Галель поётся в двух вариантах — «целый» (הלל שלם‎) и «краткий» (חצי הלל‎), поют в завершение утреннего богослужения после чтения молитвы «Амида». Перед Целым галелем произносится благословение «Благословен Ты, Господи, Бог наш, Царь Вечный, Который выделил нас заповедями Своими и заповедал нам завершить [утреннее богослужение] Галелем». Целый галель включает в себя псалмы 112—117 полностью.

За пределами Израиля Галель поют двадцать один раз в год: девять дней Суккота, восемь дней Хануки, пару начальных дней Песаха, пару дней Шавуота и до пения говорят благословение «…завершить Галелем». В новолуние Галель — сокращён и не содержит благословений, чтобы подчеркнуть, что в эти дни Галель — необязателен.
— Мишне Тора, Зманим, Мегила 3
«Краткий» отличается от «целого» тем, что не включает в себя стихи 9—19 из 113-го псалма, 114-й псалом и стихи 1—2 из 115-го псалма. По обычаю он поётся в новолуние. Так как Песах связан не только с радостными, но и с печальными событиями (гибель египтян), то Целый галель читается только в день исхода из Египта (в диаспоре — также и в следующий), а в остальные дни праздника читают «краткий». Обычай же читать Галель в новолуние введён достаточно поздно и не связан с радостными событиями, поэтому в эти дни также читается Краткий галель.
Галель не читают на Рош ха-Шана и Йом-кипур, так как он не соответствует характеру этих праздников, связанных с трепетом и раскаянием. Также Галель не читается в Пурим, так как чудо Пурима произошло за пределами Израиля (по другому толкованию принятое в этот день чтение свитка Эстер заменяет чтение Галеля).
В «Мишне Торе» Маймонид указывал петь Великий галель (то есть 135-й псалом) в Песах над пятым необязательным стаканом вина.

### Христианство
Примером употребления Галеля в Евангелиях может послужить отрывок о въезде Иисуса Христа в Иерусалим (Мк. 11:9, 10), когда евреи встретили Спасителя пальмовыми ветвями и возгласом «спаси же!» (Пс. 117:25, 26).
Также упоминается, что после вкушения пасхальной трапезы Иисус с учениками пел псалом (в греческом оригинале — буквально «гимн»), «воспев, пошли на гору Елеонскую» (Мк. 14:26). По мнению ряда комментаторов, здесь имеется в виду обычай читать Галель в завершение пасхального седера.